# Theodor Meron
Theodor Meron (Kalisz u Poljskoj, 28. travnja 1930.), predsjednik Međunarodnog suda za zločine počinjene na području bivše Jugoslavije i predsjedatelj Žalbenog vijeća Suda za Ruandu. Izabran je za predsjednika Suda za bivšu Jugoslaviju 19. listopada 2011., a počeo je obnašati dužnost 17. studenog iste godine. Poznat je kao sudac koji je 16. studenog 2012. donio oslobađajuću presudu hrvatskim generalima Gotovini i Markaču, a 28. veljače 2013. srpskom generalu Momčilu Perišiću. Autor je mnogih knjiga vezanih uz međunarodno pravo, školovao se na Židovskom sveučilištu, Harvard Law School i Sveučilištu Cambridge. Po pripadnosti narodu je Židov, u ranoj mladosti bio je u nacističkim koncentracijskim logorima.

## Vanjske poveznice
- Službena stranica na Njujorškom sveučilištu
- P.R.: Suca Merona pamtit će se po oslobođenju generala, ali i zanimljivoj zastavi njegovog rodnog grada  Arhivirana inačica izvorne stranice od 19. studenoga 2012. (Wayback Machine), Dnevno.hr, 17. studenoga 2012.